# Hiraea affinis
Hiraea affinis är en tvåhjärtbladig växtart som beskrevs av Friedrich Anton Wilhelm Miquel. Hiraea affinis ingår i släktet Hiraea och familjen Malpighiaceae. Inga underarter finns listade i Catalogue of Life.